# Comuna de Głowno
Głowno (polaco: Gmina Głowno) é uma gminy (comuna) na Polónia, na voivodia de Lodz e no condado de Zgierski. A sede do condado é a cidade de Głowno.
De acordo com os censos de 2004, a comuna tem 5034 habitantes, com uma densidade 48,2 hab/km².

## Área
Estende-se por uma área de 104,45 km², incluindo:
- área agricola: 82%
- área florestal: 11%

## Demografia
Dados de 30 de Junho 2004:
|                      | Total   | Total | Mulheres | Mulheres | Homens  | Homens |
| -------------------- | ------- | ----- | -------- | -------- | ------- | ------ |
|                      | pessoas | %     | pessoas  | %        | pessoas | %      |
| População            | 5034    | 100   | 2541     | 50,5     | 2493    | 49,5   |
| Densidade (pop./km²) | 48,2    | 100   | 24,3     | 24,3     | 23,9    | 23,9   |

De acordo com dados de 2002, o rendimento médio per capita ascendia a 992,67 zł.

## Subdivisões
- Albinów, Antoniew, Boczki Domaradzkie, Boczki Zarzeczne, Bronisławów, Chlebowice, Dąbrowa, Domaradzyn, Feliksów, Gawronki, Glinnik, Helenów, Jasionna, Kadzielin, Kamień, Karasica, Karnków, Lubianków, Mąkolice, Mięsośnia, Ostrołęka, Piaski Rudnickie, Popów Głowieński, Popówek Włościański, Rudniczek, Władysławów Bielawski, Władysławów Popowski, Wola Lubiankowska, Wola Mąkolska, Wola Zbrożkowa, Ziewanice.

## Comunas vizinhas
- Bielawy, Dmosin, Domaniewice, Głowno, Łyszkowice, Piątek, Stryków, Zgierz